# Puzîri, Semenivka
Puzîri (în ucraineană Пузирі) este localitatea de reședință a comunei Puzîri din raionul Semenivka, regiunea Poltava, Ucraina.

## Demografie
Componența lingvistică a localității Puzîri
     Ucraineană (98,51%)
     Alte limbi (1,49%)
Conform recensământului din 2001, majoritatea populației localității Puzîri era vorbitoare de ucraineană (98,51%), existând în minoritate și vorbitori de alte limbi.